# منتخب ناميبيا تحت 20 سنة لاتحاد الرغبي
منتخب ناميبيا تحت 20 سنة لاتحاد الرغبي هو ممثل ناميبيا تحت 20 سنة الرسمي في المنافسات الدولية في اتحاد الرغبي
.